# Anna Geli España
Anna Geli España   (Lleida, 1978) és una esquiadora, periodista, músic i política aranesa. Va participar en el Campionat del Món d'esquí alpí de 2000 i va dirigir el documental d'esquí Aran Ath Limit. El 2017 es va presentar a les Eleccions al Parlament de Catalunya amb Junts per Catalunya com a número 6 per la demarcació de Lleida, essent escollida diputada.
A finals de 2022 va començar a presentar el podcast de Catalunya Ràdio Sons Occitans.
Ha estat membre del grup de música en aranès Bramatopin i en l'actualitat forma part de Sarabat.